# Lokacijska teorija
Lokacijska teorija je zaokupljena geografskom lokacijom ekonomske aktivnosti; postala je integralni dio ekonomske geografije, regionalne znanosti i prostorne ekonomije. Lokacijska teorija bavi se pitanjima gdje su i zašto locirane određene ekonomske aktivnosti. Lokacijska teorija počiva – poput općenito mikroekonomske teorije – na pretpostavci da agenti djeluju u skladu sa svojim vlastitim interesima. Stoga tvrtke odabiru lokacije da maksimiziraju svoj profit, dok pojedinci odabiru lokacije da maksimiziraju svoju korisnost.

## Podrijetlo
Iako za razvoj lokacijske teorije zaslugu imaju neki autori s ranijim djelima (npr. Richard Cantillon, Etienne Bonnot de Condillac, David Hume, Sir James D. Steuart i David Ricardo), tek se objavljivanje prvog sveska Der Isolierte Staat iz 1826. godine autora Johanna Heinricha von Thünena može smatrati pravim početkom lokacijske teorije. Štoviše, istaknuti regionalni znanstvenik Walter Isard nazivao je Thünena "ocem lokacijskih teoretičara". U djelu Der Isolierte Staat von Thünen bilježi kako troškovi transporta dobara troše dio Ricardove ekonomske rente. On primjećuje kako zbog navedenih transportnih troškova i, naravno, variranja ekonomske rente za različita dobra, različita će uporaba zemljišta i intenzivnosti rezultirati udaljenošću od tržišta.
Njemačka hegemonija vrsta izgleda da je imala glavnu riječ u oblikovanju lokacijske teorije od Thünenovog vremena pa sve do objavljivanja knjige Die Zentralen Orte in Sűddeutschland iz 1933. godine autora Waltera Christallera čime je formuliran velik dio ideje koja se danas naziva teorijom centralnog mjesta. Posebno značajan doprinos bilo je djelo Über den Standort der Industrien iz 1909. godine autora Alfreda Webera. Radeći prema modelu koji je bio srodan fizičkom okviru adaptiranom iz nekih ideja Pierrea Varignona (Varignonov okvir), Weber koristi troškove prijevoza (vozarinu) resursa i dovršenih dobara zajedno s proizvodnom funkcijom dovršenih dobara kako bi razvio algoritam koji identificira optimalnu lokaciju za manufakturni pogon. On također uvodi distorziju induciranu radom te aglomerativnim i deglomerativnim silama. Weber dalje nastavlja raspravljati o grupiranju proizvodnih jedinica, anticipirajući Löschova tržišna područja.
Carl Wilhelm Friedrich Launhardt je osmislio mnoge ideje koje su kasnije pripisane Alfredu Weberu, a koje su nastale prije Weberovog djela. Štoviše, njegovi su doprinosi iznenađujuće moderniji u svojem analitičkom sadržaju od Weberovih. To pretpostavlja kako je Launhardt bio ispred svoga vremena, te da su ga mnogi suvremenici nejasno shvaćali. No ostaje nejasno je li Weber bio upoznat s Launhardtovim publikacijama. Weber je najvjerojatnije bio pod utjecajem drugih od kojih su najznačajniji Wilhelm Roscher i Albert Schäffle, koji su vjerojatno čitali Launhardtovo djelo. Bez obzira na sve lokacijska teoretska misao procvala je tek nakon objavljivanja Weberove knjige.

## Unutarnje poveznice
- Heckscher-Ohlinov zakon

## Vanjske poveznice
- Günter Krumme o povijesti lokacijske teorije